# Svjatošyn
Svjatošyn (in ucraino Святошин?, in russo Святошино ?) è il principale quartiere storico del distretto di Svjatošyn nella città di Kiev, Ucraina

## Storia

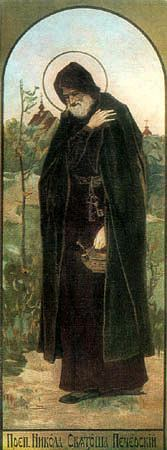
Nicola di Černihiv

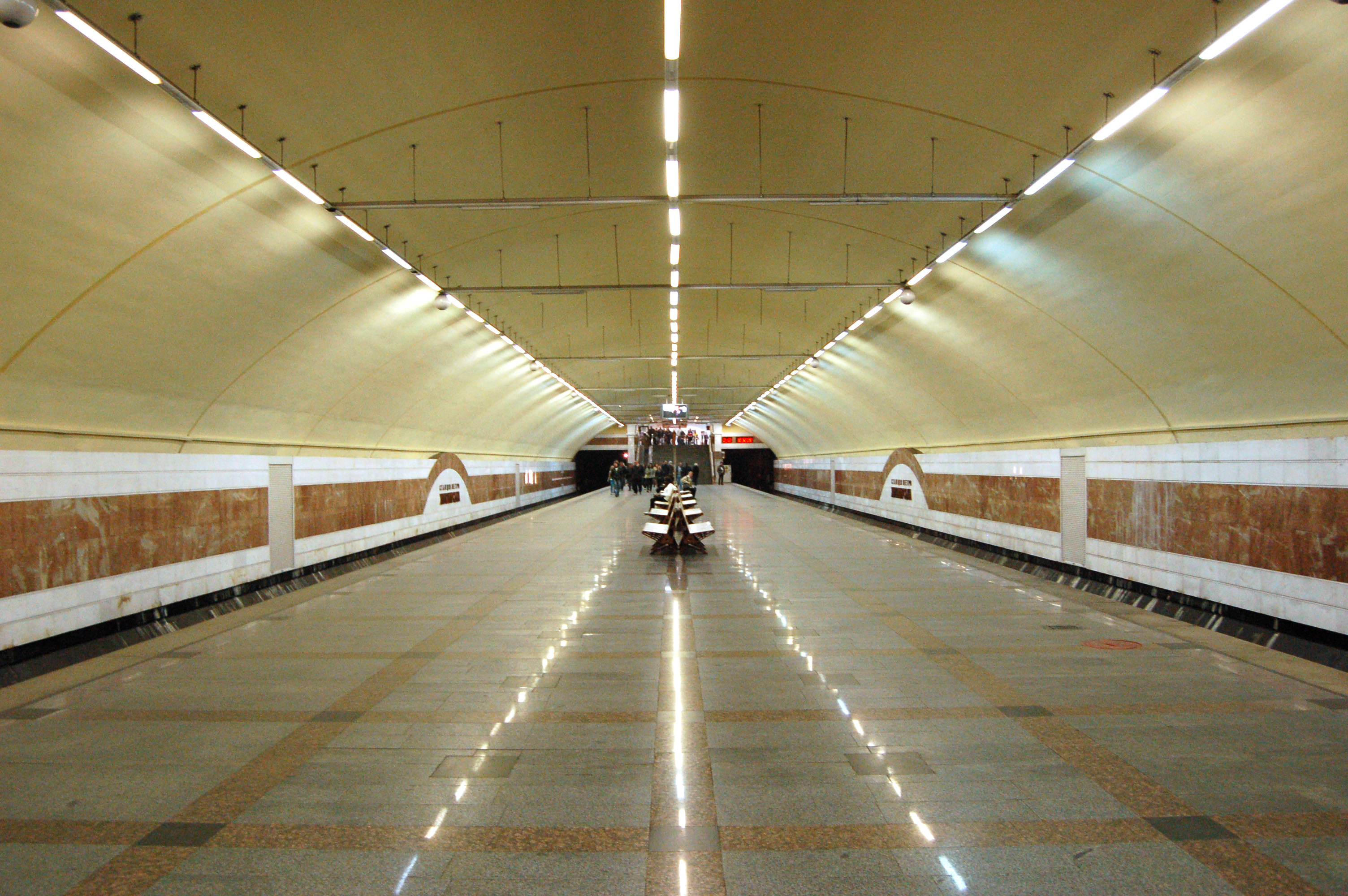
Stazione Žytomyrs'ka della metropolitana cittadina

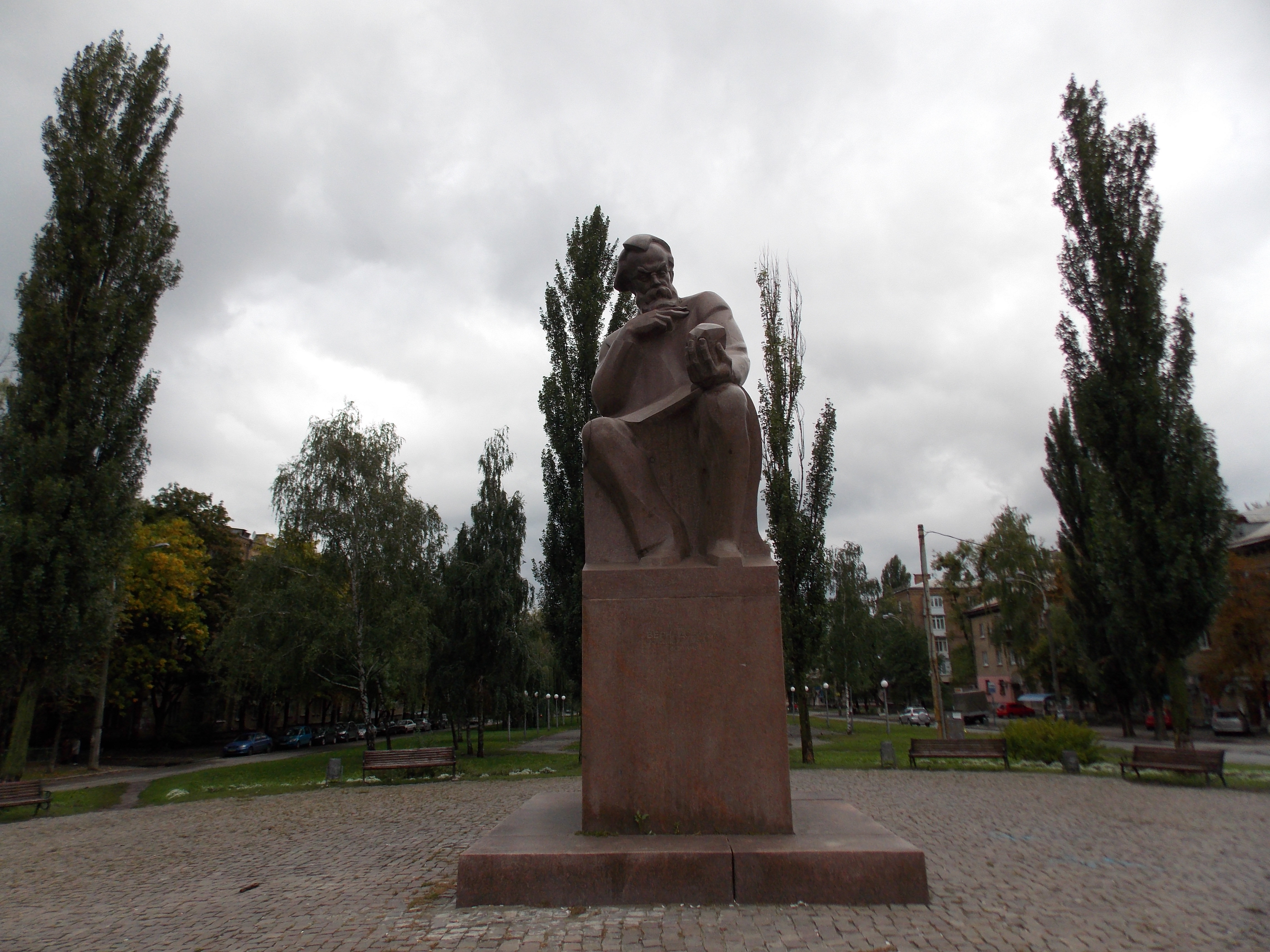
Monumento a Vladimir Ivanovič Vernadskij

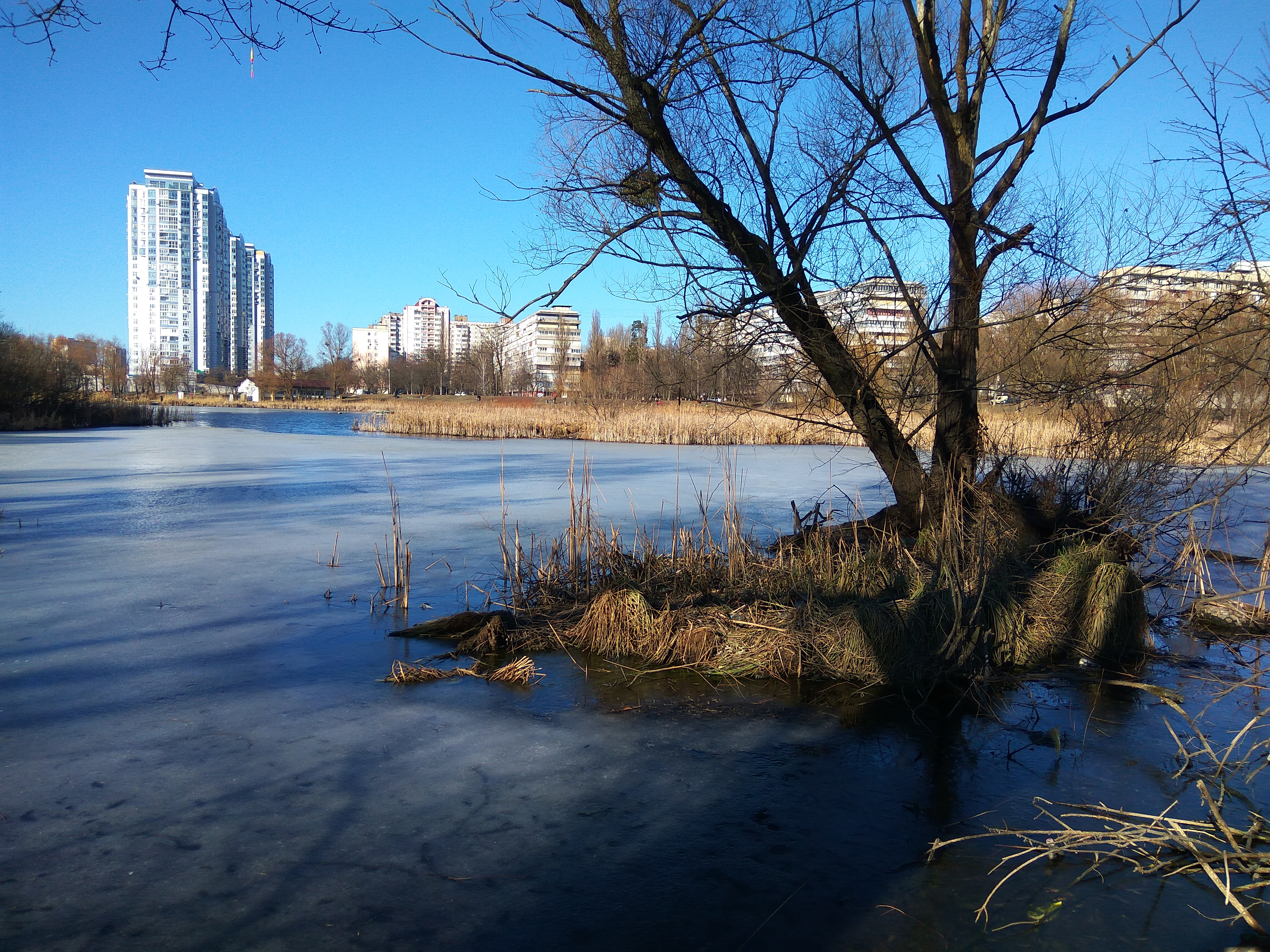
Stagni Sviatoshynsky

Il territorio costituisce il sobborgo più antico del distretto di Svjatošyn quindi risale al tempo del Rus' di Kiev, appartenne a Nicola di Černihiv e in origine il nome potrebbe essere stato quello di Foresta Santa (in ucraino Святий ліс?) oppure che le sue origini siano maggiormente legate al Monastero delle Grotte di Kiev. Nel 1619 Sigismondo III di Polonia lo fissò come confine del terreno concesso alla classe mercantile di Kiev per le loro costruzioni, ma sino all'inizio del XX secolo subì poche modifiche.

## Descrizione
Il settore di Svjatošyn si trova ad occidente quindi alla destra del fiume Dnepr ed è attraversato dall'importante asse viario che collega al città alla rete autostradale nazionale, il viale della Vittoria. Il quartiere è servito dalla linea Svjatošyns'ko-Brovars'ka della metropolitana di Kiev e la sua stazione principale è la Žytomyrs'ka. Conserva molte aree verdi come gli stagni Sviatošyns'kyj e la vicina foresta omonima.

## Luoghi d'interesse
Nel territorio si trovano importanti luoghi di interesse.
- Monumento a Vladimir Ivanovič Vernadskij
- Stagni Sviatoshynsky
- Aeroporto di Kiev Sviatoshyn